# Großes Lautertal und Landgericht
Großes Lautertal und Landgericht este o arie protejată (arie specială de conservare — SAC, sit de importanță comunitară — SCI) din Germania întinsă pe o suprafață de 3.371,5 ha, integral pe uscat.

## Localizare
Centrul sitului Großes Lautertal und Landgericht este situat la coordonatele 48°17′55″N 9°31′57″E / 48.2986°N 9.5325°E.

## Înființare
Situl Großes Lautertal und Landgericht a fost declarat sit de importanță comunitară în ianuarie 2005 pentru a proteja 1 specie de plante și 7 specii de animale. Situl a fost protejat și ca arie specială de conservare în ianuarie 2019.

## Biodiversitate
Situată în ecoregiunea continentală, aria protejată conține 15 habitate naturale: Cursuri de apă de la nivel de câmpie la nivel montan, cu vegetație Ranunculion fluitantis și Callitricho-Batrachion, Formațiuni de Juniperus communis pe lande sau pajiști calcaroase, Pajiști carstice calcaroase sau bazofile, de Alysso-Sedion albi, Pajiști uscate seminaturale și facies de acoperire cu tufișuri pe substraturi calcaroase (Festuco-Brometalia) (* situri importante pentru orhidee), Liziere de ierburi înalte hidrofile de câmpie și de nivel montan până la alpin, Fânețe de joasă altitudine (Alopecurus pratensis, Sanguisorba officinalis), Fânețe montane, Izvoare petrifiante cu formare de travertin (Cratoneurion), Grohotișuri medio-europene calcaroase, de la nivel colinar și montan, Pante stâncoase calcaroase cu vegetație casmofită, Peșteri inaccesibile publicului, Păduri de fag Asperulo-Fagetum, Păduri de fag din Europa Centrală dezvoltate pe sol calcaros cu Cephalanthero-Fagion, Păduri pe pante, grohotișuri și ravene de Tilio-Acerion, Păduri aluvionare cu Alnus glutinosa și Fraxinus excelsior (Alno-Padion, Alnion incanae, Salicion albae).
La baza desemnării sitului se află mai multe specii protejate:
- plante (1): papucul doamnei (Cypripedium calceolus)
- mamifere (3): liliac cârn (Barbastella barbastellus), castor (Castor fiber), liliac cu urechi mari (Myotis bechsteinii)
- nevertebrate (3): Austropotamobius torrentium, Euplagia quadripunctaria, Unio crassus
- pești (1): cicar (Lampetra planeri)